# Starorobociański Potok
Starorobociański Potok – potok, dopływ Chochołowskiego Potoku spływający przez Dolinę Starorobociańską w Tatrach Zachodnich. Jego źródła znajdują się w morenowym wywierzysku położonym na wysokości ok. 1410 m n.p.m., powyżej Starorobociańskiej Równi. Ma ono wydajność kilkunastu l/s. Powyżej tego wywierzyska, w górnych partiach Doliny Starorobociańskiej ze skalnych, szczelinowych źródeł wypływają drobne cieki, gubią jednak wodę w usypanych przez siebie stożkach napływowych. Takie cieki powstają m.in. w Żlebie pod Pyszną, Żlebie na Przełęcz i poniżej Dudowych Turni (zasilane wodami z Dudowych Stawków). Poniżej wywierzyska na wysokości 1410 m Starorobociański Potok zasilany jest przez cieki spływające żlebami z zachodnich stoków Ornaku (z Pośredniego Żlebu, Banistego Żlebu i żlebu Piekło) oraz żlebami ze wschodnich stoków północnej grani Kończystego Wierchu (Szyja, Dwojakowy Żleb, Wydarty Żleb, Mokry Żleb). Największym dopływem jest Iwaniacki Potok spływający Doliną Iwaniacką.
W korycie Starorobociańskiego Potoku występują liczne progi skalne, a jego spadek w niektórych miejscach przekracza 50%. W niektórych miejscach potok gubi wodę w piargach. Dopływy ze żlebów wypływają ze źródeł szczelinowych i mają spadek do 50%. W ich korytach występują liczne progi skalne i załamania. Bogatsze w wodę są dopływy lewostronne z północnej grani Kończystego Wierchu. Prawostronne dopływy z Ornaku powstają w źródłach rumoszowych lub skalnych o charakterze wędrującym. Przy polanie Iwanówka i poniżej Starorobociański Potok zasilany jest przez liczne wypływy morenowe. W dolnym biegu potoku w lesie znajduje się kilka starorzeczy, świadczących o tym, że potok często zmieniał swój bieg.
Powierzchnia zlewni wynosi 8,788 km², długość potoku 3,92 km, a średni spadek 10,6%. Koryto na całej długości wyżłobione zostało w materiale naniesionym przez potok. Szerokość koryta nie przekracza kilku m, a średni przepływ u ujścia wynosi około 150 l/sek w okresie letnim.
Jest jednym z głównych dopływów Chochołowskiego Potoku. Uchodzi do niego na wysokości ok. 1040 m n.p.m., ok. 250 m powyżej Wyżniej Bramy Chochołowskiej.

## Szlaki turystyczne
z Doliny Chochołowskiej. Początkowo biegnie razem z czarnym, na Iwanówce oddziela się od niego i prowadzi przez Iwaniacką Przełęcz do schroniska na Hali Ornak. Czas przejścia: 2:20 h, z powrotem 2:25 h
 z Doliny Chochołowskiej, zaczynający się przy leśniczówce i prowadzący wzdłuż całego potoku przez Starorobociańską Polanę i Starorobociańską Rówień aż do Siwej Przełęczy. Czas przejścia: 2:30 h, ↓ 2 h.

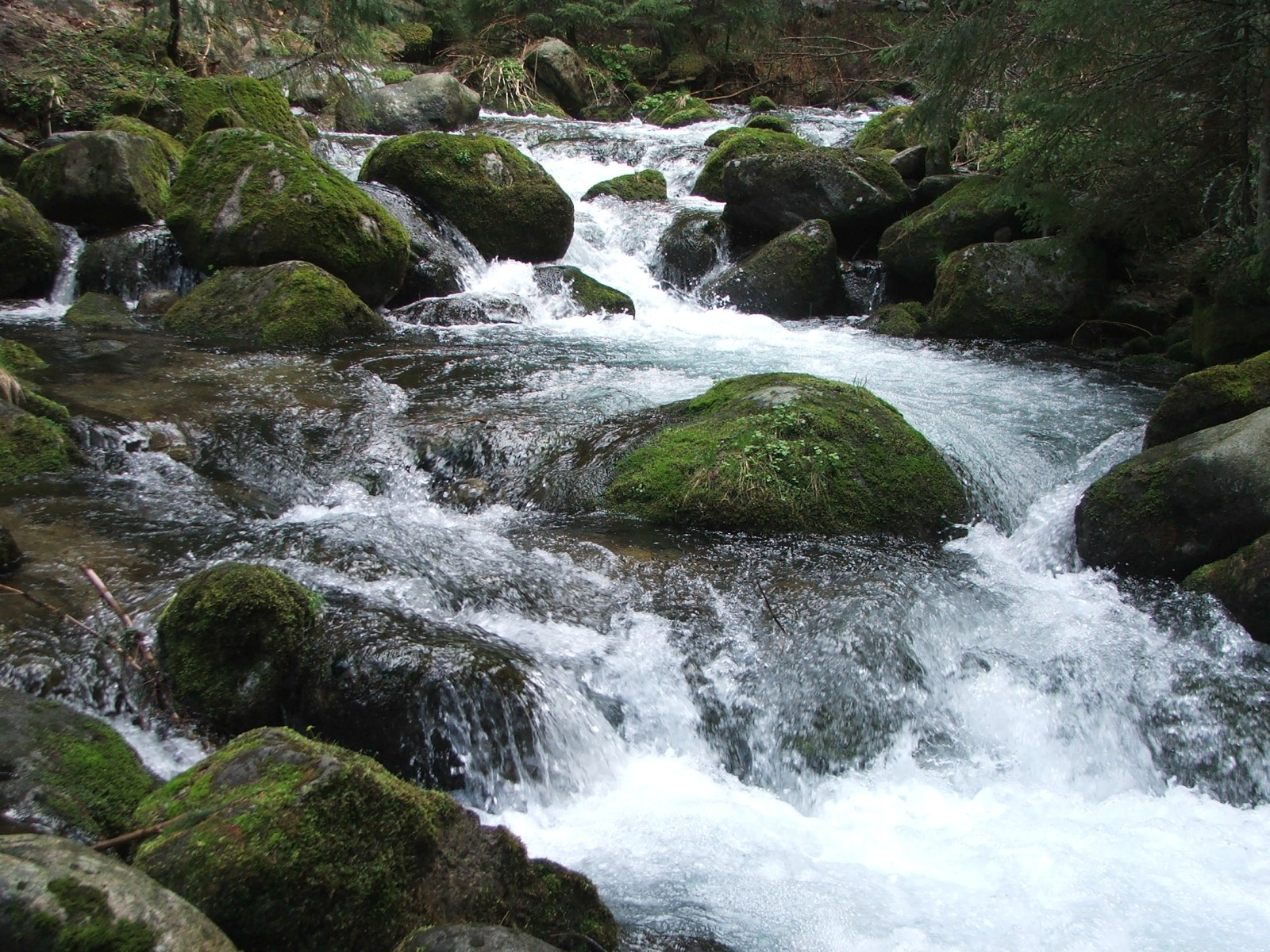
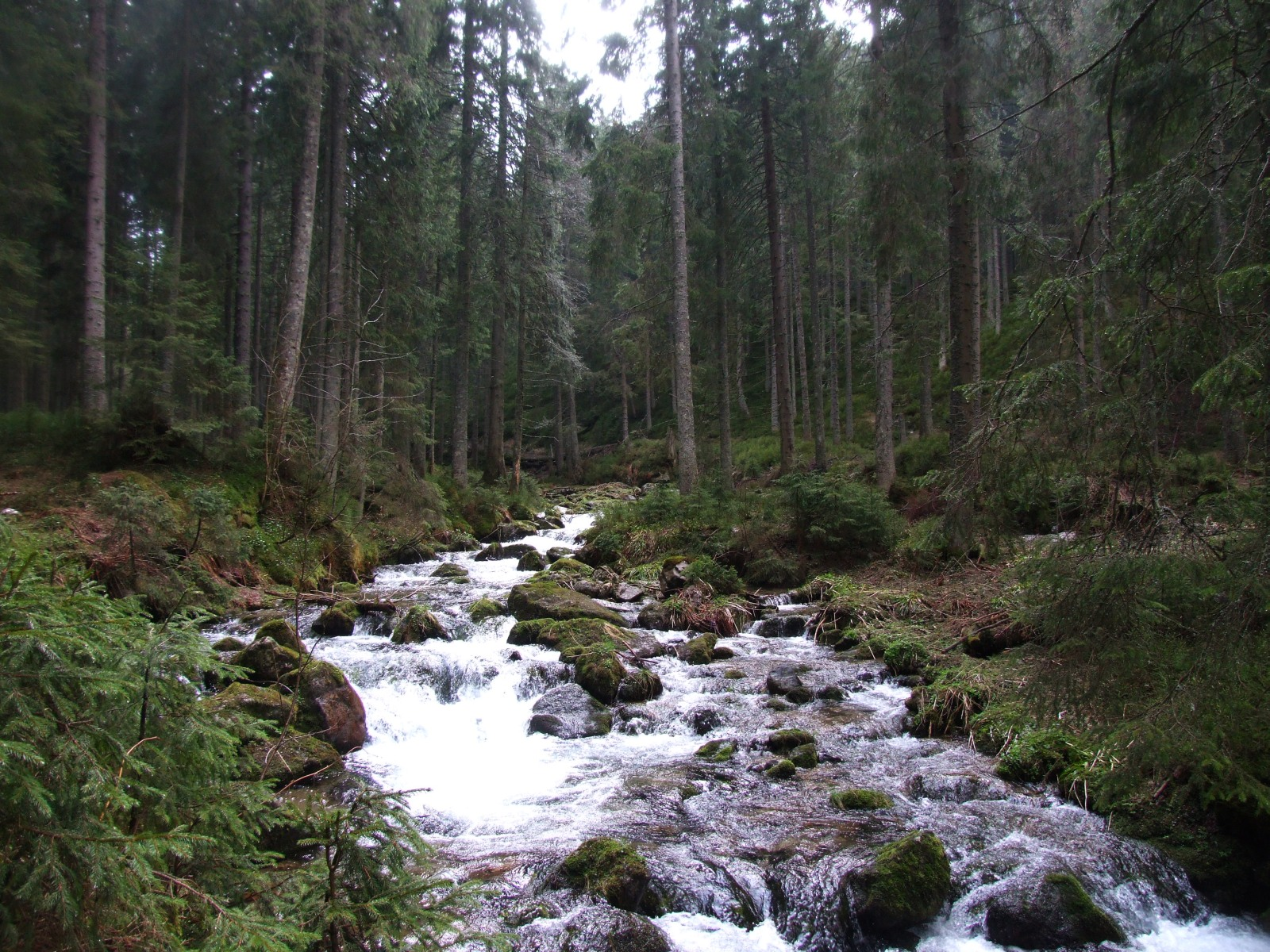
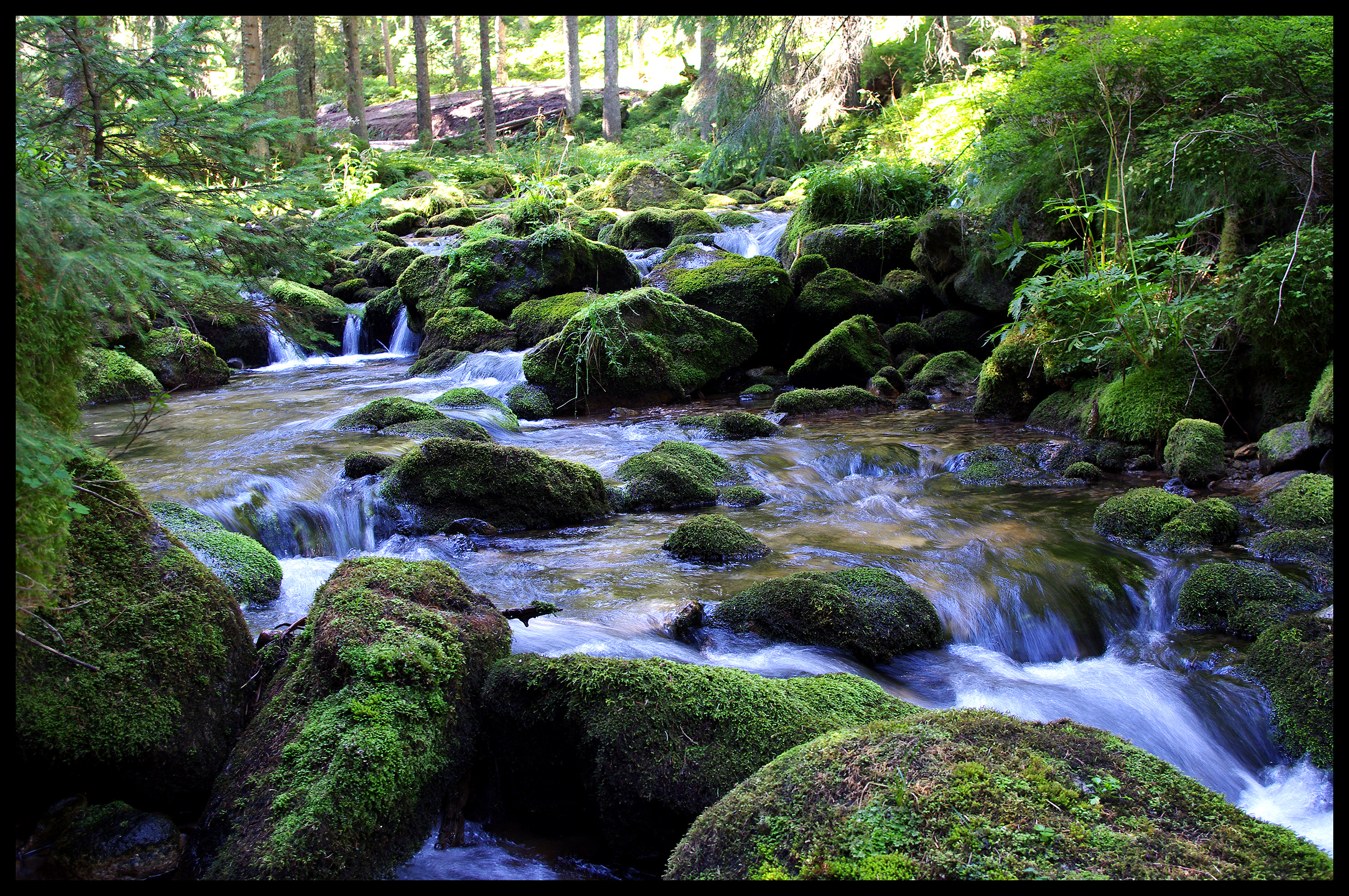